# Jacques Toubon

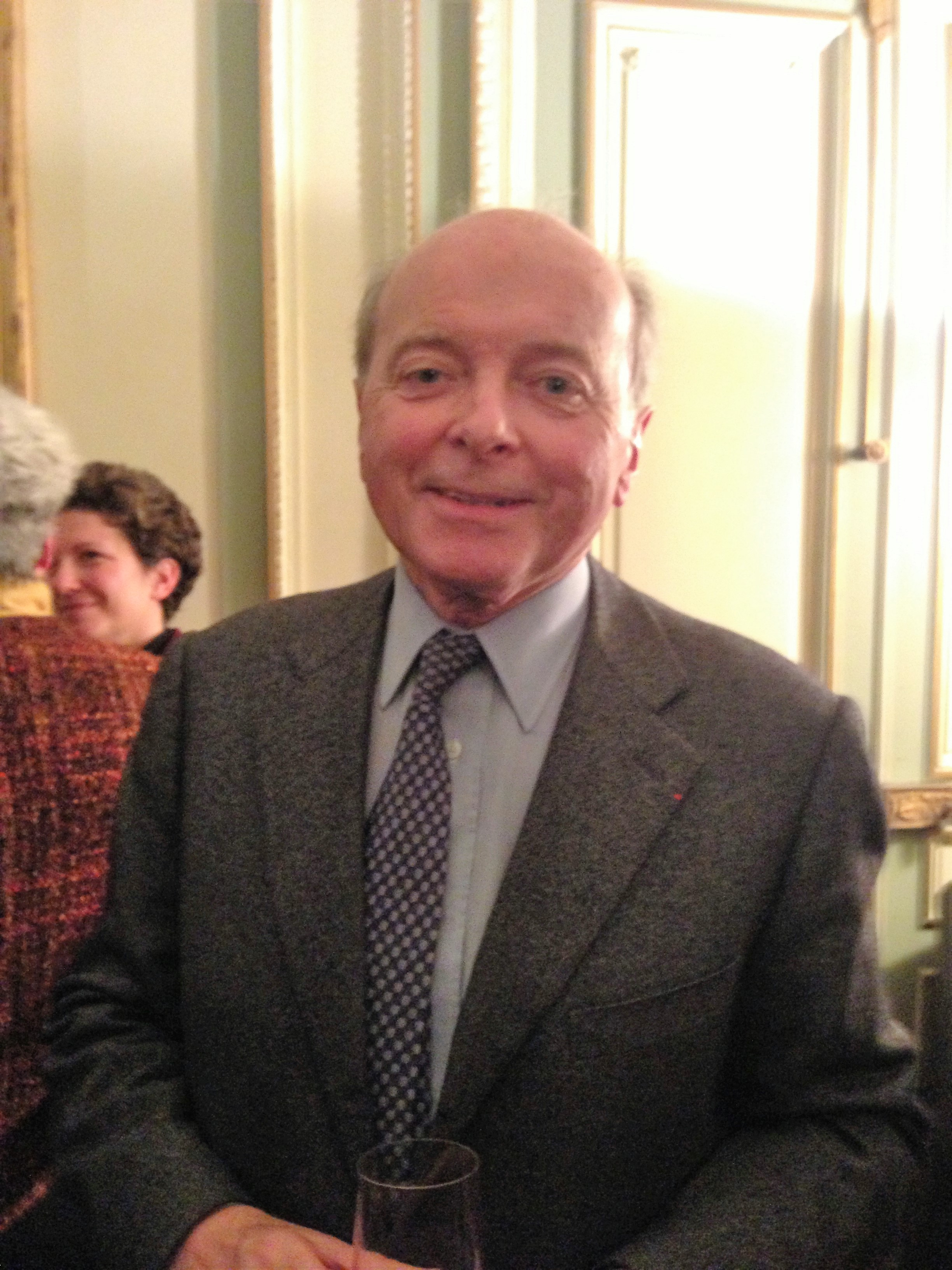
Jacques Toubon (2013)

Jacques Toubon (* 29. Juni 1941 in Nizza) ist ein französischer Politiker (RPR, UMP). Er war Kultur- (1993–1995) und Justizminister (1995–1997), Mitglied des Europäischen Parlaments (2004–2009) und Défenseur des droits (2014–2020).

## Leben und politische Karriere
Jacques Toubon schloss ein Studium des öffentlichen Rechts mit der Licence ab und absolvierte weitere Studien am Institut d’études politiques de Lyon und der École nationale d’administration (ENA). Letztere schloss er 1965 als Jahrgangskamerad von Jean-Pierre Chevènement und Lionel Jospin ab. Nach dem ENA-Abschluss trat er in den öffentlichen Dienst und wurde zunächst Büroleiter des Präfekten im Département Pyrénées-Atlantiques. Von 1968 bis 1972 war er im Ministerium für Überseegebiete als Kabinettschef des Staatssekretärs tätig. Ab 1971 arbeitete er im Stab von Jacques Chirac, der zunächst Minister für Beziehungen zum Parlament, dann Landwirtschafts- und schließlich Innenminister war. Nach Chiracs Ernennung zum Premierminister folgte Toubon ihm als technischer Berater ins Hôtel Matignon.
Als getreuer Mitarbeiter Chiracs beteiligte sich Toubon 1976 an der Gründung von dessen neogaullistischer Partei Rassemblement pour la République (RPR), in der er von 1978 bis 1981 als stellvertretender Generalsekretär fungierte. Bei der Parlamentswahl 1981 wurde Toubon als Abgeordneter des 19. Wahlkreises von Paris in die Nationalversammlung gewählt. Er gehörte der Parlamentskammer für drei Legislaturperioden bis 1993 an (ab 1988 als Vertreter des 10. Wahlkreises von Paris); von 1986 bis 1987 hatte er den Vorsitz im Gesetzgebungsausschuss (commission des Lois). Parallel war er von 1983 bis 2001 Bezirksbürgermeister des 13. Arrondissements von Paris sowie von 1984 bis 1988 Generalsekretär des RPR.
Als Nachfolger von Jack Lang war Toubon von 1993 bis 1995 Minister für Kultur und Frankophonie im Kabinett Balladur. In dieser Position initiierte er das am 4. August 1994 in Kraft getretene Gesetz über die Verwendung der französischen Sprache, auch Loi Toubon genannt. Dieses schrieb insbesondere die Vermeidung von Anglizismen in der französischen Sprache vor. Dieses Gesetz trug Jacques Toubon den Spottnamen Mister Allgood ein, eine wörtliche Übersetzung seines Namens ins Englische. Von 1995 bis 1997 war Toubon Justizminister und Siegelbewahrer von Frankreich in den Kabinetten Juppé I und Juppé II. Jacques Chirac, inzwischen Staatspräsident, ernannte Toubon 1997 zu seinem Berater. Im Zusammenhang mit seiner Amtszeit als Justizminister wurde wegen des Verdachts der Beihilfe zur illegalen Vorteilsannahme gegen ihn ermittelt. Bei den Kommunalwahlen 2001 entzog Philippe Séguin Toubon daher die Spitzenkandidatur im 13. Arrondissement, das Amt des Bezirksbürgermeisters ging an den Sozialisten Serge Blisko. Auch bei der Parlamentswahl 2002 scheiterte Toubon im zweiten Wahlgang gegen Blisko. Der Cour d’appel von Montpellier stellte das Strafverfahren gegen Toubon 2003 per Non-lieu ein.

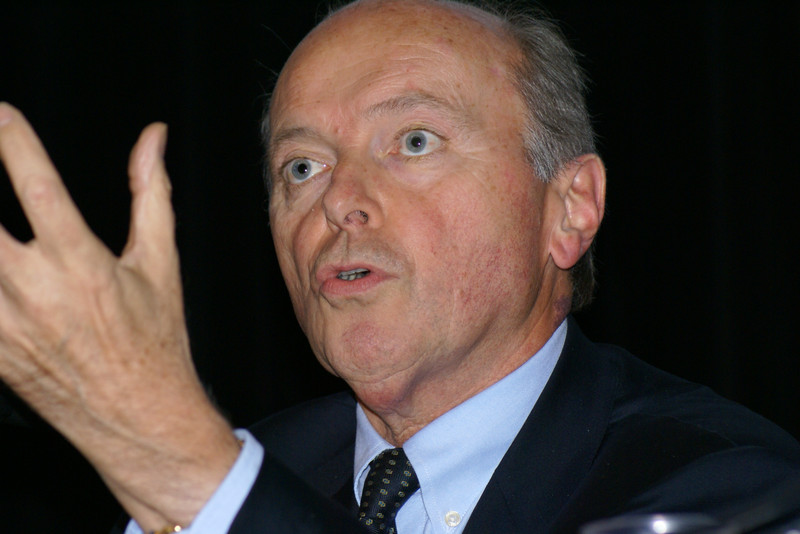
Jacques Toubon spricht bei den Semaines sociales de France 2009

Von 2002 bis 2006 gehörte er dem Conseil d’État (Staatsrat) an. Von 2004 bis 2009 saß Toubon für die UMP (Nachfolgepartei des RPR) im Europäischen Parlament. Dort gehörte er der konservativen EVP-ED-Fraktion an, war stellvertretender Vorsitzender der Delegation im Gemischten Parlamentarischen Ausschuss EU-Türkei und Mitglied im Ausschuss für Binnenmarkt und Verbraucherschutz. Zudem gehörte er dem Steering Committee (parlamentarischen Lenkungsausschuss) der Initiative A Soul for Europe („Europa eine Seele geben“) an. Im Juni 2009 ernannte Staatspräsident Nicolas Sarkozy Toubon zum Beauftragten für das „Afrikanische Jahr 2010“ (anlässlich der 50-jährigen Unabhängigkeit zahlreicher ehemaliger französischer Kolonien in Afrika). Daneben war er einer von drei Beauftragten der Regierung für „Urheberrecht und Internet“ und von 2009 bis 2013 Mitglied der Haute Autorité pour la diffusion des œuvres et la protection des droits sur internet (HADOPI; Behörde gegen Urheberrechtsverletzungen im Internet).
Auf Vorschlag des sozialistischen Staatspräsidenten François Hollande wählte das Parlament Toubon im Juli 2014 zum Défenseur des droits, eine dem Ombudsmann vergleichbare Position. Dieses Amt hatte er sechs Jahre bis 2020 inne.